# رمي الجمرات

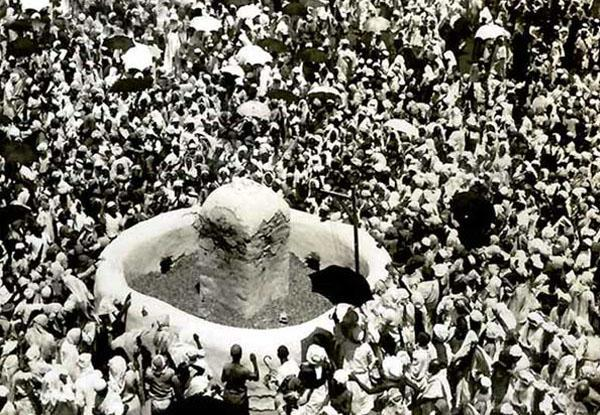
رمي الجمرات في عام 1942.

رمي الجمرات، هو جزء من الحج عِند المُسلمين يُقامُ سنويًا في مكة المكرمة في المملكة العربية السعودية. يرمي الحجاج المسلمون الحصى على ثلاثة شواخص (عبارة عن جدران حاليا وأعمدة سابقًا)، تسمى الجمرات في مدينة منى شرق مكة المكرمة. وهي واحدة من سلسلة أعمال الحج التي يجب القيام بها في الحج، وهو تجديد رمزي لحج إبراهيم، حيث تُرجم ثلاثة أعمدة تمثل إغراء بعصيان الله والحفاظ على النبي إسماعيل .
في عيد الأضحى (اليوم العاشر من شهر ذي الحجة)، يجب على الحجاج ضرب واحدة من ثلاث جمرات (جمرة العقبة أو الجمرة الكبرى) بسبعة حصى. بعد الانتهاء من الرجم في يوم العيد، يجب على كل حاج أن يحلق شعر رأسه أو يقصه . في كل يوم من اليومين التاليين، يجب على الحاج أن يضرِبَ كل جدار من الجدران الثلاثة بسبعة حصى، متجهة من الشرق إلى الغرب. وبالتالي هُناك حاجة إلى ما لا يقل عن 49 حصاة للرمي، وأكثر إذا فقدت بعض الرميات. يظل بعض الحجاج في منى لمدة يوم إضافي، وفي هذه الحالة يجب عليهم ضرب كل حجر سبع مرات. عادة ما يتم تجميع الحصى المُستخدمة في الرجم في المزدلفة، وهو سهل جنوب شرق منى، في الليلة التي سبقت الرمية الأولى، ولكن يمكن جمعها أيضًا في منى.

## الحوادث
تعتبر طقوس رمي الجمرات أخطر جزء من الحج، حيث أن حركات الحشود المفاجئة على جسر الجمرات أو بالقرب منه يمكن أن تتسبب في سحق الناس. في عدة مُناسبات، تعرض آلاف الحجاج للاختناق أو الدهس حتى الموت في التدافع.